# Lanterns
Lanterns es una próxima serie de televisión estadounidense basada en DC Comics protagonizada por los personajes de Linterna Verde Hal Jordan y John Stewart. Producida por DC Studios y Warner Bros. Television, será la tercera serie de televisión del Universo DC (DCU). Chris Mundy se desempeña como showrunner.
Kyle Chandler y Aaron Pierre protagonizan respectivamente a Hal Jordan y John Stewart, junto a Kelly Macdonald, Nathan Fillion y Ulrich Thomsen. Greg Berlanti comenzó a desarrollar una serie de televisión sobre Linterna Verde en octubre de 2019. Después de que James Gunn y Peter Safran se convirtieran en codirectores ejecutivos de DC Studios en octubre de 2022, la serie fue rediseñada. Se anunció en enero de 2023, junto con su estilo de historia detectivesca que se inspiró en las series True Detective (2014-presente) y Slow Horses (2022-presente). La participación de Mundy junto a los productores ejecutivos Tom King y Damon Lindelof se confirmó a mediados de 2024 cuando HBO ordenó la serie. James Hawes de Slow Horses fue contratado para dirigir los dos primeros episodios en octubre, cuando Chandler y Pierre fueron elegidos. El rodaje se llevará a cabo en Los Ángeles de febrero a julio de 2025, con Stephen Williams, Geeta Vasant Patel y Alik Sakharov también como directores.
Lanterns se estrenará en HBO a principios de 2026 y constará de ocho episodios. Será parte del Capítulo Uno del DCU: Dioses y Monstruos.

## Premisa
Los Linternas Verdes son los guardianes intergalácticos encargados de mantener la paz y el orden en el universo, y cuya fuente de su poder reside en los anillos de poder. La serie sigue al experimentado Linterna Hal Jordan (Kyle Chandler) y al nuevo recluta John Stewart (Aaron Pierre), mientras investigan un asesinato en el corazón de Estados Unidos. Que los llevara a un descubrimiento que desencadenará un enorme evento jamás visto.

## Reparto y personajes

### Principal
- Kyle Chandler como Hal Jordan:
Un ex piloto de pruebas y experimentado Linterna Verde cuyos días de patrullero están ya tocando a su fin. Los escritores se inspiraron para el personaje en la interpretación de Chuck Yeager realizada por Sam Shepard en la película The Right Stuff (1983). El showrunner Chris Mundy sintió que Chandler tenía las mismas cualidades, además de un ingenio seco, que consideraban importantes para Jordan.[1]
- Aaron Pierre como John Stewart:
Un nuevo recluta de Linterna Verde, más disciplinado y serio, a quien Jordan está entrenando para reemplazarlo. Mundy dijo que el personaje era al mismo tiempo un marine y un artista, y sintió que Pierre podía representar ambos aspectos. Dijo que Pierre era un "actor de teatro serio, pero también parecía creado en un laboratorio para ser una estrella de acción".[1]
- Kelly Macdonald como Kerry:
Una sheriff profundamente dedicada a su familia y a su pueblo unido.[2]
- Nathan Fillion como Guy Gardner:
Un Linterna Verde engreído y bravucón que, al igual que Jordan y Stewart, procede de la tierra. Nathan vuelve a encarnar este personaje después de Superman y su cameo en Peacemaker.[3]
- Ulrich Thomsen como Sinestro:
Antiguo mentor de Jordan, exmiembro de los linternas verdes y líder de los Sinestro Corps. El principal antagonista de la serie, es descrito como alguien "despiadado pero innegablemente encantador".[4]

### Recurrente
- Garret Dillahunt como William Macon: Un vaquero moderno que esconde su personalidad moralista y conspiranoica tras una fachada encantadora.[3]
- Poorna Jagannathan como Zoe: Una mujer que es "tan serena y astuta [como] los hombres influyentes que la rodean".[5]
- Nicole Ari Parker como Bernadette: la madre de Stewart.
- Jason Ritter como Billy Macon: el esposo de Kerry y el hijo de William que cumple las órdenes de su padre.[6]
- Sherman Augustus como John Sr.: el padre de Stewart. [7] J. Alphonse Nicholson interpreta a un joven John Sr.[8]

## Producción

### Antecedentes
Greg Berlanti, productor de varias series de televisión basadas en DC Comics, anunció que estaba desarrollando una serie basada en los personajes de Green Lantern para el servicio de transmisión HBO Max en octubre de 2019. Berlanti había coescrito previamente la película Green Lantern (2011).  En enero de 2020, dijo que la serie abarcaría varias décadas y contaría dos historias sobre los Green Lanterns en la Tierra, así como una historia sobre el villano Sinestro en el espacio.  La serie fue elegida oficialmente para una temporada de 10 episodios por HBO Max en octubre de ese año. Se reveló que Marc Guggenheim, quien también coescribió la película de Linterna Verde, y Seth Grahame-Smith escribirían la serie, con Grahame-Smith como showrunner.  La serie no pudo hacer uso de los principales Linternas Verdes de los cómics, Hal Jordan y John Stewart, porque estaban siendo reservados para las películas del Universo Extendido de DC (DCEU).  En cambio, la serie se propuso explorar otros Green Lanterns de los cómics, incluidos Guy Gardner, Jessica Cruz, Simon Baz, Alan Scott, Kilowog y nuevos Green Lanterns creados para la serie.
En abril de 2021, se reveló que la serie se centraría principalmente en Scott, un agente del FBI secretamente gay en 1941 que se convierte en el primer Linterna Verde de la Tierra; y Gardner, una "encarnación del hiperpatriotismo de la década de 1980", junto con la mitad extraterrestre Bree Jarta en 1984. Finn Wittrock fue elegido para interpretar a Gardner después de que Berlanti recibiera permiso del productor Ryan Murphy para que el actor priorizara Green Lantern sobre la segunda temporada planificada de la serie de Netflix de Murphy, Ratched (2020). Un actor estaba en negociaciones para interpretar a Scott. Se dijo que la serie sería la más cara en la carrera de Berlanti y se esperaba que comenzara a filmarse a finales de 2021. Berlanti había estado escribiendo con Grahame-Smith y Guggenheim, quienes actuaban como productores ejecutivos junto a Geoff Johns, Sarah Schechter, David Madden y David Katzenberg.  Pornsak Pichetshote, quien anteriormente trabajó como editor para el sello Vertigo Comics de DC y fue ejecutivo de DC Entertainment supervisando su contenido televisivo, luego se reveló que también era parte de la sala de escritores.  En mayo se reveló que Jeremy Irvine estaba en conversaciones para interpretar a Scott,  y fue elegido oficialmente poco después.  Lee Toland Krieger fue contratado para dirigir los dos primeros episodios a finales de mes.  En agosto de 2021, Wittrock dijo que el rodaje comenzaría a finales de año o principios de 2022.
En abril de 2022, Discovery, Inc. y la empresa matriz de Warner Bros., WarnerMedia, se fusionaron para convertirse en Warner Bros. Discovery (WBD), dirigida por el presidente y director ejecutivo David Zaslav. Se esperaba que la nueva compañía reestructurara DC Entertainment y Zaslav comenzó a buscar un equivalente al presidente de Marvel Studios, Kevin Feige, para dirigir la nueva subsidiaria.  En junio, Irvine dijo que no había una fecha de inicio programada para el rodaje de la serie y que la producción estaba trabajando en "lograr que todas las estrellas se alineen".  Un mes después, se reafirmó que la serie estaba en desarrollo a pesar de la cancelación de otros proyectos de HBO Max y DC por parte de WBD.  En octubre de 2022, se reveló que Grahame-Smith había abandonado la serie, que se estaba renovando para centrarse en John Stewart.  A finales de ese mes, se anunció que James Gunn y Peter Safran serían copresidentes y codirectores ejecutivos de los recién formados DC Studios.  Una semana después de comenzar sus nuevos roles, la pareja había comenzado a desarrollar un plan de ocho a diez años para un nuevo Universo DC (DCU) que sería un "reinicio suave" del DCEU.

### Desarrollo
Gunn dijo en diciembre de 2022 que los personajes de Linterna Verde serían una parte importante del nuevo DCU.  El 31 de enero, él y Safran revelaron los primeros proyectos de su lista DCU, que comienza con el Capítulo Uno: Dioses y Monstruos. La tercera serie de televisión en desarrollo fue Lanterns, una nueva versión de la serie Green Lantern, que estuvo en desarrollo durante mucho tiempo. Esta versión presenta a los dos Linternas Verdes más conocidos, Hal Jordan y John Stewart, y Safran dijo que sería una historia de detectives ambientada en la Tierra en lugar de la ópera espacial que Berlanti había imaginado. Dijo que la serie sería un "evento de calidad HBO" al estilo de la serie de drama criminal True Detective (2014-presente),  y la serie de suspenso y espías Slow Horses (2022-presente).  El misterio que investigan Jordan y Stewart conduce a la historia principal del DCU, por lo que la serie fue un proyecto importante para Gunn y Safran. 
Damon Lindelof estuvo asesorando sobre la serie como productor hasta enero de 2024, cuando se dijo que sería un proyecto prioritario para el servicio de streaming Max, el sucesor de HBO Max.   El mes siguiente, se informó que Chris Mundy sería el showrunner, mientras que Tom King, miembro de la sala de guionistas de DC Studios, también sería el productor.  Gunn confirmó la participación de Mundy, King y Lindelof en mayo de 2024.  King había presentado originalmente el concepto de la serie, y Gunn y Safran contrataron a Mundy debido a su trabajo en el drama criminal Ozark (2017-2022), así como en la cuarta temporada de True Detective (2024). Mundy y King comenzaron a desarrollar la serie juntos y reclutaron a Lindelof, quien creó la serie limitada basada en DC Comics Watchmen (2019). Lindelof aceptó unirse debido a su amor por Ozark y los cómics de King.
La serie recibió un pedido directo de ocho episodios del canal hermano corporativo de Max, HBO, en junio de 2024, cuando Mundy fue confirmado como showrunner y productor ejecutivo.  El cambio a HBO se produjo después de que WBD decidiera cambiar muchas de sus series de gran presupuesto planeadas para Max, basadas en su propia propiedad intelectual, para que fueran originales de HBO; se esperaba que Lanterns siguiera transmitiéndose en Max además de emitirse en HBO. En septiembre, DC Studios se reunió con posibles directores para el piloto de la serie, incluido Stephen Williams, quien trabajó con Lindelof en Watchmen.  James Hawes, quien dirigió la primera temporada de Slow Horses, fue contratado para dirigir los dos primeros episodios de Lanterns y servir como productor ejecutivo el mes siguiente.  En febrero de 2025, se confirmó que Williams dirigiría la serie, junto a Geeta Vasant Patel y Alik Sakharov.  Safran dijo que era posible que la serie continuara más allá de la primera temporada.  Mundy dijo que sería independiente de otros proyectos de DC Studios y que estaba diseñado para contar una historia completa, pero esperaba que pudiera expandirse para tener "muchas temporadas". 

### Escritura
Mundy, King y Lindelof habían escrito el guion piloto y la biblia de la serie para Lanterns a fines de mayo de 2024, cuando se estaba reuniendo una sala de escritores completa para la serie. Justin Britt-Gibson, Breannah Gibson y Vanessa Baden también son escritores de la serie.  Britt-Gibson trabajó previamente con Lindelof en el guion de una película de Star Wars sin título.  La escritura de la serie se completó antes del inicio del rodaje en febrero de 2025.
La serie no adapta ninguna historia específica de los cómics, pero Mundy dijo que está "impregnada" de la tradición del cómic de Linterna Verde. Los personajes principales tienen anillos de Linterna Verde y los poderes asociados, y otros aspectos de la tradición se ven o se hace referencia a ellos en la serie. Sin embargo, la serie tiene más fundamento que los cómics. Mundy dijo que estaba entusiasmado por crear "algo realmente arraigado en esta gran y asombrosa mitología. Desde el principio, todo lo que hablamos fue, ¿cómo podemos tomar todas las cosas que amamos del material original y convertirlo en un drama humano y con múltiples capas para HBO?". Quería que la serie fuera accesible para el público que no conocía la historia de los cómics, pero satisfactoria para quienes sí la conocían.  Gunn estaba emocionado de que la serie tuviera un tono diferente al de la primera película de DCU, Superman (2025), a pesar de que ese proyecto también presentaba a un Linterna Verde en Guy Gardner.

### Casting
En diciembre de 2022, Gunn descartó el regreso del actor Ryan Reynolds como Hal Jordan de la película Green Lantern. Nathan Fillion fue elegido como Guy Gardner para Superman en julio de 2023,  y se esperaba que coprotagonizara la serie en septiembre de 2024.   En ese momento, se reveló que a Josh Brolin le habían ofrecido el papel de Jordan a fines de agosto. El actor estaba buscando un nuevo papel televisivo tras la cancelación de su serie Outer Range (2022-2024) y anteriormente había interpretado al personaje de DC Comics Jonah Hex en la película de 2010 del mismo nombre. Se esperaba que Jordan fuera el compañero mayor y brusco similar a Roger Murtaugh de Danny Glover en las películas de Arma Letal. DC Studios buscaba contratar a un actor negro más joven y "de rostro fresco" para el papel de John Stewart, que se esperaba que tuviera unos 20 años.  Matthew McConaughey y Ewan McGregor también fueron considerados para Jordan si no se podía concretar un acuerdo con Brolin.  Brolin rechazó el papel poco después de que se informara de su posible participación,  diciendo que "no funcionó",  y tampoco se esperaba que McConaughey fuera elegido. 
Kyle Chandler estaba en negociaciones para interpretar a Jordan a finales de septiembre,   mientras que Aaron Pierre y Stephan James estaban en la mezcla para interpretar a Stewart.  Gunn casi había elegido a Pierre para interpretar a Adam Warlock en su película del Universo cinematográfico de Marvel (MCU), Guardianes de la Galaxia Vol. 3 (2023),  y el actor interpretó anteriormente a Dev-Em en la serie basada en DC Comics Krypton (2018-19).  Damson Idris también estaba en la lista de candidatos para interpretar a Stewart antes de que surgiera un conflicto de programación.  Las pruebas de pantalla para Pierre y James se realizaron a principios de octubre con Chandler.   El 9 de octubre, Pierre fue elegido para el papel de Stewart y se confirmó que Chandler sería elegido para el papel de Jordan.  Kelly Macdonald fue elegida para el papel principal del Sheriff Kerry a finales de mes.  Garret Dillahunt y Poorna Jagannathan fueron elegidos para los papeles recurrentes principales de William Macon y Zoe, respectivamente, en noviembre.   Ulrich Thomsen fue elegido en enero de 2025 para repetir el papel de Sinestro en la serie,  y Nicole Ari Parker fue elegida para el papel recurrente de la madre de Stewart, Bernadette, en marzo. 

### Rodaje
La fotografía principal comenzó durante la semana del 17 de febrero de 2025, en Los Ángeles, California,  bajo el título provisional Latitude,  y se esperaba que continuara hasta el 1 de julio.  Anteriormente se esperaba que el rodaje se realizara en Atlanta, Georgia, de enero a junio.  Gunn y Safran trabajaron con WBD para obtener los créditos fiscales y los acuerdos de estudio necesarios para trasladar la producción de Atlanta, donde Gunn filmó Superman, a Los Ángeles. Safran dijo que estaban encantados de filmar en la ciudad y apoyar a los lugareños luego de los incendios forestales del sur de California de enero de 2025. Mundy dijo que la dirección de Hawes para los primeros dos episodios capturó el alcance que esperaba. Williams, Patel y Sakharov dirigen episodios adicionales de la serie.

## Lanzamiento
Lanterns está programado para emitirse en HBO y transmitirse en Max a principios de 2026,   y constará de ocho episodios.  Gunn dijo en noviembre de 2024 que tenía la intención de que la serie se estrenara casi al mismo tiempo que la película Supergirl: Woman of Tomorrow, cuyo estreno estaba previsto para junio de 2026. Será parte del Capítulo Uno del DCU: Dioses y Monstruos. 